# Live (album de Donny Hathaway)
Pour les articles homonymes, voir Liste des albums intitulés Live.
Albums de Donny Hathaway
Come Back Charleston Blue
(1972) Roberta Flack & Donny Hathaway
(1972)
Live, le 4e album de Donny Hathaway, immortalise huit des titres joués lors de deux concerts durant l'année 1972 : au Troubadour (Los Angeles) et au Bitter End (New York).
Seuls deux morceaux de l'album ne sont pas des reprises : We're Still Friends, et The Ghetto que Donny Hathaway avait coécrit pour son premier album avec Leroy Hutson.
Les titres, la forme du chanteur, sa bonne entente avec le groupe l'accompagnant et surtout l'ambiance des concerts (les publics improvisant des chœurs ou étant pris à partie par Hathaway) expliquent l'excellente réputation dont jouit l'album.

## Liste des pistes
| A1. | What's Going On     | - Renaldo "Obie" Benson - Al Cleveland - Marvin Gaye | 5:18  |
| A2. | The Ghetto          | - Donny Hathaway - Leroy Hutson                      | 12:08 |
| A3. | Hey Girl            | Earl DeRouen                                         | 4:03  |
| A4. | You've Got a Friend | Carole King                                          | 4:34  |

| B1. | Little Ghetto Boy                        | - Earl Derouen - Eddy Howard                    | 4:29  |
| B2. | We're Still Friends                      | - Donny Hathaway - Glenn Watts                  | 5:12  |
| B3. | Jealous Guy                              | John Lennon                                     | 3:08  |
| B4. | Voices Inside (Everything Is Everything) | - Richard Evans - Phillip Upchurch - Ric Powell | 13:47 |